# Sprängämne

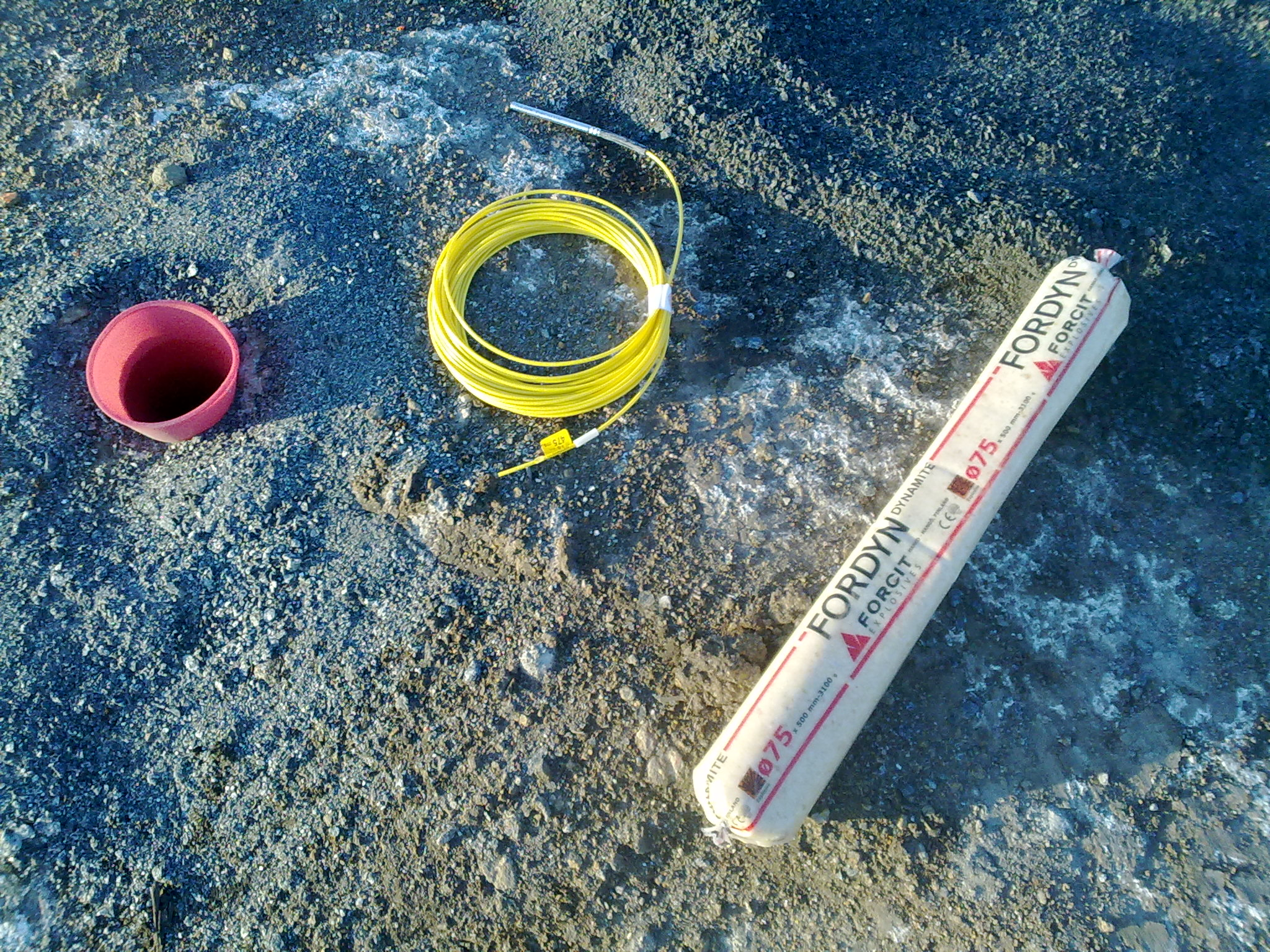
Sprängpatron med NONEL-slang samt Fordyn, en typ av dynamit som används som toppladdning för att antända exempelvis ANFO. Man kan även göra dynamit/sprängämne av salpetersyra, men man ska vara väldigt försiktig vid täktverksamhet och anläggningsarbeten

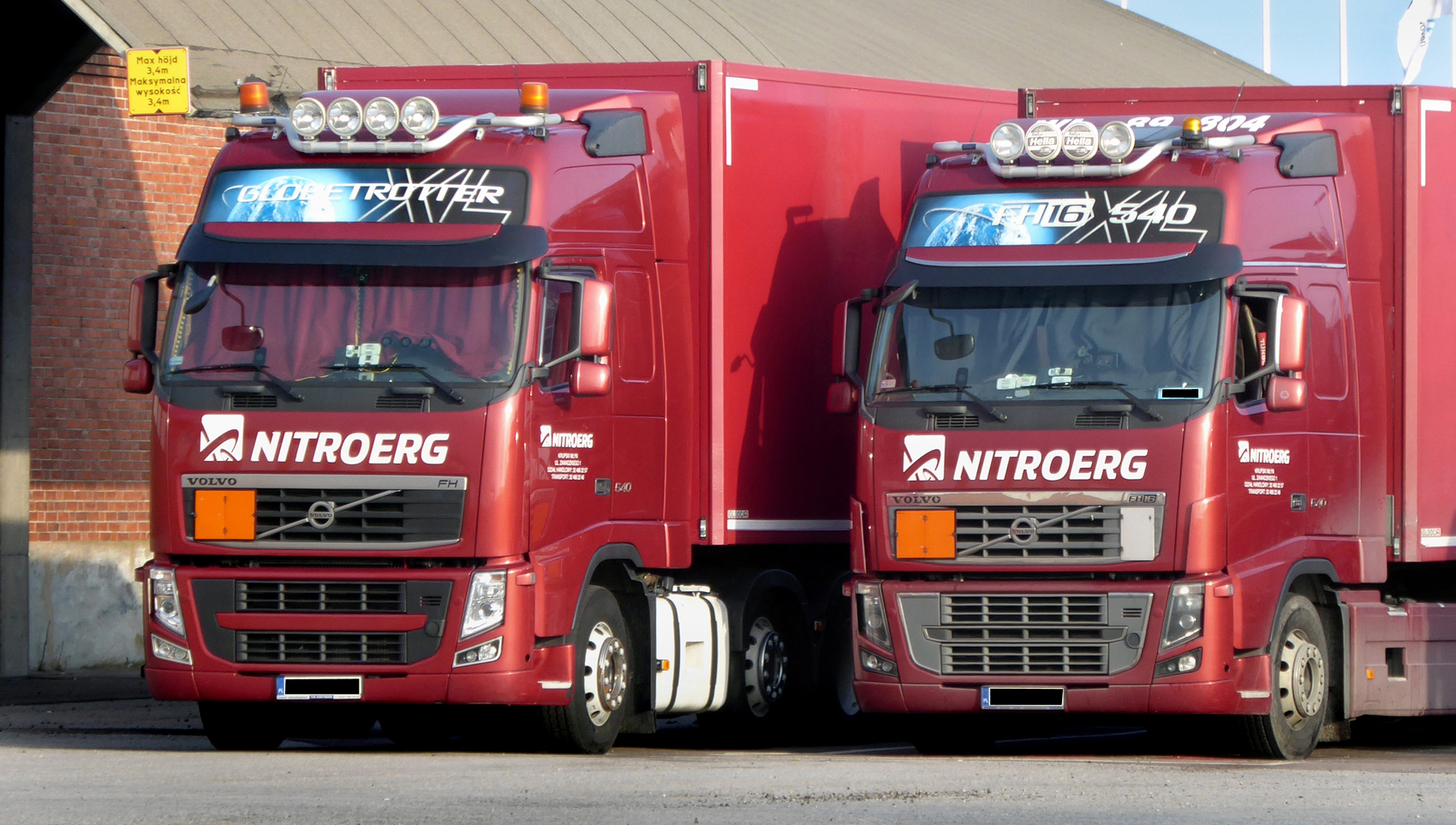
Två långtradare från Nitroerg, Europas största tillverkare av nitroglycerin, står avsides parkerade i Ystads hamn 2019.

Sprängämne är ett explosivämne eller en blandning av ämnen som vid antändning sönderfaller mycket hastigt, varvid heta gaser utvecklas. Stötvågen som då förmedlas till omgivningen utgör själva sprängningen, där spränggaser expanderar. Dess egenskaper gör det användbart för exempelvis bergsprängning och för militära ändamål i till exempel bomber och granater.
Terminologin rörande explosiva ämnen: alla explosiva ämnen deflagrerar (förbränns), sker förbränningen i underljudshastighet så kallas det för explosion, sker den däremot i överljudshastighet så kallas det för detonation. Tekniskt är ett sprängämne ett explosivt ämne som detonerar med hög energi och effekt. Lagstiftningen skiljer i Sverige mellan tändämnen och sprängämnen.

ADR-symbolen för sprängämnen

Många sprängämnen är uppbyggda av grundämnena kol, väte, kväve och syre. Exempel på ämnen som används i sprängämnen är nitroglycerin, trotyl och pentyl. När syret bildar kol- och väteoxider i dessa alstras energin. Det finns även sprängämnen som är uppbyggda på annat sätt, såsom blyazid som sönderfaller till bly och kväve för att energin skall frigöras.
För civil användning måste sprängämnet kombinera hög funktionssäkerhet med god laddningsbarhet och vattenbeständighet. Exempel på andra viktiga egenskaper är hanterings- och initieringståligheten, frysmotståndet och de yrkesmedicinska verkningarna. För militär användning krävs det att sprängämnet kombinerar fältmässig hanterbarhet, en stor sprängeffekt, brisans, hög funktionssäkerhet samt att lagringen är beständigt under svåra omständigheter. Det finns många stränga bestämmelser som kringgärdar handhavandet av sprängämnen. I det civila bruket av sprängämnen kan man skilja på dynamit, emulsionssprängämne, ANFO-sprängämne och vattengel- eller slurrysprängämnen.
I Sverige är Myndigheten för samhällsskydd och beredskap (MSB) den centrala förvaltningsmyndigheten för dessa varor.

## Historik

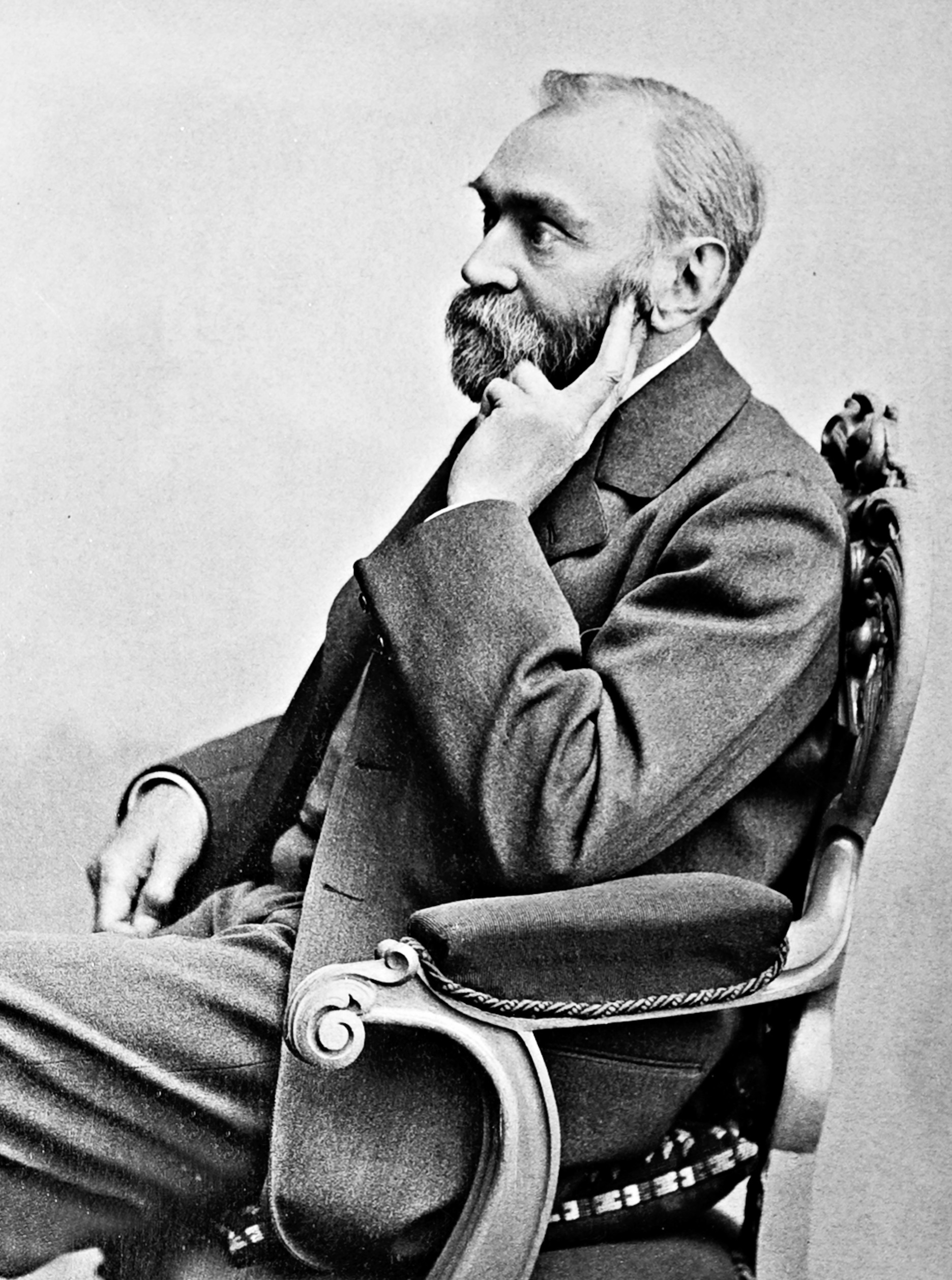
Alfred Nobel, svensken som uppfann dynamit

Svartkrut var under många hundra år det enda egentliga sprängämnet som fanns tillgängligt. Nitroglycerin introducerades 1847 av den italienske kemisten Ascanio Sobrero. Nitroglycerin är mycket lättinitierat, och många olyckor inträffade därför, både vid tillverkning och hantering. 1866 blandade Alfred Nobel nitroglycerin med kiselgur, resultatet blev dynamit, ett mycket säkrare sprängämne. 1875 introducerade Nobel spränggelatin, ett gelformigt sprängämne som även detta är baserat på nitroglycerin, men med en inblandning av 7–8 % nitrocellulosa.